# عاشق اصفهانی
آقامحمد عاشق اصفهانی (زادهٔ ۱۱۱۱ ه. ق در اصفهان - درگذشت ۱۱۸۱ ه. ق در اصفهان) یکی از شاعران غزل‌سرای قرن دوازدهم هجری در ایران است.
عاشق در اصفهان به دنیا آمد ولی تاریخ تولدش معلوم نیست اما چون در سال ۱۱۸۱ هجری درگذشت و روح‌الله خالقی با استناد به قول رضاقلی‌خان هدایت که گفته عاشق «هفتاد سال عمر کرده» سال تولد او را ۱۱۱۱ هجری قمری دانسته است. عاشق اصفهانی یکی از سرشناس‌ترین غزل‌سرایان دوره افشاریه و زندیه است. پیشهٔ اصلی او خیاطی در شهر اصفهان بود و شخصیت گوشه‌نشین و عزلت‌نشینی داشت. آذر دربارهٔ او می‌نویسد: «با کمال فقر در عین استغنا بوده و اغلب اوقات در انزوا به سر می‌برده و به دست‌رنج خیاطی معاش می‌گذرانده است.» دهخدا نقل می‌کند که «گویند اشعار او به ده هزار رسیده است در غزلیات مضامین عاشقانه». خالقی هم می‌گوید دیوان او به طبع نرسیده و بر اساس نسخه‌ای که به دست خالقی آمده دیوانش دو هزار بیت بیشتر ندارد و علاوه بر غزل، رباعیات خوبی دارد که مانند دیگر شاعران از مضامین رباعیات خیام اقتباس کرده است.
اشعار عاشق ساده و شورانگیز بود و خالقی دربارهٔ خصوصیات شاعری او می‌نویسد: «عاشق شاعری است حساس و باذوق و به گفته خود جز با مطرب و شراب و روی زیبا با کسی سر و کاری ندارد و مثل خیام عقیده دارد عمری که در پی آن نیستی است چه بهتر که به خوشی بگذرد.» عاشق از چهره‌های شعر بازگشت ادبی است و با شاعرانی چون مشتاق، طبیب، هاتف و صهبا هم‌عصر بوده است. عده‌ای از شاعران در اواخر دوره صفویه در اصفهان انجمنی داشته‌اند و چون در دورهٔ صفویه شعر سخت بی‌رونق شده بود این انجمن به دنبال احیای شعر فارسی بود و به دنبال بازگشت به سبک‌های شعری پیش از دوران مغول بودند. خالقی احتمال قوی می‌دهد که عاشق در این انجمن سمت ریاست داشته است. عاشق در زادگاه خود اصفهان درگذشت و به خاک سپرده شد.

## نمونه شعر
| چرا شکسته چنین رنگ و روی گلفامت؟       |  | که برده است ز خاطر قرار و آرامت؟   |
| چو غنچه سر به گریبان ز فکر کیست تو را؟ |  | که پیرهن شده چون گل قبا بر اندامت؟ |
| نگفتمت ز وفا پاس عاشقان میدار          |  | که می‌شود چو من خسته دل سر انجامت؟  |
| ز انتظار منت شوق می‌کند آگه             |  | چو بر رهت بنشاند ز صبح تا شامت     |
| مرا به لطف و وفا صید کرده‌ای چه کنم؟    |  | بغیر آنکه بمیرم به گوشهٔ دامت؟      |
| اگرچه رام نگشتی به «عاشق» مسکین        |  | خدا کند که شود آن مراد دل رامت     |